# 大川隆法
大川 隆法（おおかわ りゅうほう、1956年〈昭和31年〉7月7日 - 2023年〈令和5年〉3月2日）は、日本の宗教家、思想家、作家。幸福の科学の創始者・総裁。
2022年12月時点、説法回数は3,500回、著作の公称の発刊点数は日本国内で3,100書、作詞・作曲を手がけた作品は450曲を超える。幸福の科学のほか幸福実現党、ニュースター・プロダクション、ARI Productionなど、幸福の科学グループの多くの企業・団体で会長や総裁職を勤めていた。
29歳年下の後妻（再婚）である大川紫央 （現総裁補佐）については、”坂本龍馬の生まれ変わり”であるとしている。

## 来歴

### 生い立ち
1956年7月、徳島県麻植郡川島町大字桑村（現在の吉野川市川島町桑村）に、畜産コンサルタントであった父・善川三朗（本名：中川 忠義）と母・君子の次男として生まれた。出生名は「中川隆」（なかがわ・たかし）。
徳島県麻植郡川島町川島小学校、徳島県麻植郡川島町川島中学校を卒業。幼少期は、GLAの高橋信次や生長の家に感銘を受けて日本共産党の活動家から転向した父 に「聖書」や「無門関」について教えられる。10歳の頃、将来の夢は学者と外交官だったという。1975年徳島県立城南高等学校を卒業。
1年間京都駿台予備校で浪人生活を過ごした後、1976年に東京大学文科一類に入学し、法学部第三類政治コースに進む。法学部政治学の篠原ゼミに入る前にハンナ・アーレントの研究論文を作成した時には、教授から「マチュアー（成熟している）」という評価をもらったという。その後、司法試験と国家公務員上級試験を受験したがいずれも不合格となり、また学者の道に進むこともなかった。大川は、司法試験について論文問題にて実務家的論述ではなく学者的な視点で過去の判例を痛烈に批判する答案を提出したために合格できなかったとし、大学に残らなかったのは、思想家としての自分が師事すべき教官がいなかったと悟ったためと自らを振り返っている。
1981年に法学部を卒業し、総合商社のトーメン（現豊田通商）に入社。大学を卒業して商社マンとして勤める一方、この時期に宗教家としての「霊的覚醒」が始まったとされる。卒業を控えた1981年3月23日に仏教僧の日興・日蓮との間で「霊道」を開き、その後に空海、イエス・キリスト、天之御中主と通信した内容を集めて幸福の科学の初期の霊言集が完成したという。
1982年8月に米国法人のニューヨーク本社に研修生として派遣され、その間にベルリッツ語学学校ニューヨーク校を卒業、ニューヨーク市立大学大学院センターで国際金融論を学んだ。
1985年からは「大川隆法」の名で父・善川三朗とともに出版活動を始め、1981以来4年間で収録した「霊言」を整理し、初めての著書『日蓮聖人の霊言』（善川三朗編、潮文社）を発刊。その後、『空海の霊言』『キリストの霊言』『天照大神の霊言』『ソクラテスの霊言』『坂本龍馬の霊言』等の著書を出版。1986年7月15日には5年4ヶ月間勤めたトーメンを退社して宗教家としての活動を本格的に開始する。それから1ヶ月後、幸福の科学の根本経典『正心法語』と、幸福の科学の宗教理論の基本書となる『太陽の法』を自動書記とする方法で記述した。 その後9月『黄金の法』を 自動書記で記述、同年11月に『永遠の法』を口述筆記し、これらを翌年出版した。

### 立宗以降
1986年10月6日、幸福の科学の事務所を東京都杉並区西荻南に開設し、主宰（当時）に就任。同年11月23日東京の日暮里酒販会館（現・幸福の科学初転法輪記念館）にて、87人の会員・未会員らに対して初めての説法を行う（「初転法輪」）。翌1987年の3月8日には、東京新宿区の牛込公会堂にて約400人を集め幸福の科学第1回講演会を開催。演題は「幸福の原理」。このとき、幸福の科学の会員心得である「正しき心の探究」、その具体的展開である基本教義の「愛」「知」「反省」「発展」の「現代的四正道」（幸福の原理）を説く。前年に著述した「救世の三部作」と呼ばれる『太陽の法』『黄金の法』『永遠の法』はこの年に発刊した。1988年4月10日、東京大学英文科を卒業したばかりの木村恭子と結婚し5人の子を儲ける。
それまで自著『太陽の法』などで示してきたが、1989年11月に書籍『仏陀再誕』を出版し、1990年10月28日第12回大講演会（於：幕張メッセ）では自身は「仏陀の魂の再誕」であると明示し、宗教家としての地位を高めようとした。1989年1月のセミナーでの大川の宣言により幸福の科学は思想・宗教の統合を目指す宗教団体に転換を図ることになり、この頃から2009年までの一時期「霊言集」と題する著書の出版は少なくなった。1991年7月15日に東京ドームで行われた大川の「御生誕祭」で、大川は自身が「エル・カンターレ」であると宣言した。この集会はテレビなどで取り上げられて世間に広く知られることになったが、雑誌『フライデー』に自身の批判記事が掲載されることにもなった（講談社フライデー事件）。1994年4月10日に法話「方便の時代は終わった」を説き、根本経典や基本書の改訂を行う。また、映画『ノストラダムス戦慄の啓示』で初の製作総指揮を務めた。1995年の年末の「エル・カンターレ祭」以後、マスコミへの登場は少なくなったが、2009年の幸福実現党の立党以降からはマスコミへの登場を再開した。
1997年1月、教団のトップとしての地位を、「主宰」から「総裁」に変更した。
2004年5月14日の午後、心不全を患い翌日15日に病院に行くと、前日から心筋梗塞で心停止していたことが判明する。医者の診断では「あなたは死んでいるはずだ」と言われたが本人は意識があり生きて歩いていた。そのまま入院となり病名は「無痛性狭心症」として治療が始まる。レントゲン映像には心臓と肺に水が溜まっている状態だった。しかし、医師の予想を裏切り順調に回復し、年内に退院した。この間の出来事を基にして映画化がなされており、映画『世界から希望が消えたなら。』を参照。また、この復活の事実から教団「幸福の科学」では5月14日を「新復活祭」としている。
2007年11月18日、ハワイにて英語による海外初の転法輪説法を行ったことを端緒として、海外講演活動を始める。
2009年に幸福実現党を創立、党総裁に就任。マスコミに対して講演会の模様を18年ぶりに公開し、結党理由を明らかにした。
その後同年8月の第45回衆議院議員総選挙への立候補を表明。一時期は見送りを公表したが、翌日に再度立候補を表明し、
比例近畿ブロック1位で立候補したが、落選する結果となった。2010年の年初からは「霊言」を再開し、降霊した大川に教団幹部が質問するという内容を「公開霊言」と称して短期間で書籍化し、2009年11月から2010年11月まで発刊した52冊が、年間・最多発刊書籍のギネス世界記録として認定された。
2010年から離婚協議中であった大川きょう子と2012年に離婚し、同年教団職員の近藤紫央（大川紫央）と再婚した。
年間書籍発刊数ギネス世界記録の2010年以降も毎年記録を更新しており、2014年だけで163冊を出版した。
2015年12月中旬に発刊の『正義の法』で著作が2,000冊を突破することを記念し11月25日に東京都千代田区の如水会館で「突破記念パーティー」を行った
2016年5月11日大阪市・大阪城ホールで講演会「信仰と繁栄」、
同年7月14日さいたまスーパーアリーナで講演会「地球を救う光」 などの講演により政治的発言を行っている。
2016年には自身の出生地である徳島県吉野川市に聖地エル・カンターレ生誕館が設立され、高さ7.77mの大エル・カンターレ仏が安置された。2022年5月下旬発刊の書籍『自分を鍛える道』で著作が3,000冊を突破した。2022年12月発刊の書籍『地獄の法』で著作が3,100冊を突破した。
2023年2月28日未明、東京都港区の自宅で倒れ、心肺停止の状態で病院に搬送されたが、3月2日午前に死去した。66歳没。

## 人物

### 略歴
- 1956年7月 - 徳島県麻植郡川島町にて生まれる。
- 1969年3月 - 徳島県麻植郡川島町川島小学校卒業。
- 1972年3月 - 徳島県麻植郡川島町川島中学校卒業。
- 1975年3月 - 徳島県立城南高等学校卒業。
- 1976年4月 - 東京大学文科一類に入学。
- 1981年3月 - 法学部第3類（政治コース）を卒業し、総合商社のトーメン（現豊田通商）に入社。
- 1982年8月 - 1983年8月、1年間アメリカニューヨークのトーメン支社へ研修出向。
- 1986年
  - 7月 - トーメン退社。
  - 10月 - 幸福の科学を設立。主宰に就任。
- 1988年3月 - 大川きょう子（木村恭子）と結婚。
- 1991年7月 - 東京ドームにて御生誕祭の講演会を開催し、「エル・カンターレ宣言」をする。
- 1997年11月 - 幸福の科学総裁に就任。
- 2009年
  - 4月 - 幸福実現党を創立。第45回衆議院議員総選挙に比例近畿ブロックから出馬したが、落選[22]。
  - 12月 - 学校法人幸福の科学学園を設立。
- 2010年4月 - HS政経塾創立、名誉塾長に就任。
- 2012年 - 大川きょう子と離婚し、近藤紫央（大川紫央）と結婚[25]。
- 2014年 - 幸福の科学大学の設立を2011年から進めていたが、文部科学省から大学設置認可が下りず[33]、大学構想が頓挫するが、私塾「ハッピー・サイエンス・ユニバーシティ」として開校した。
- 2017年8月 - 22年ぶりに、東京ドームにて大規模講演会を開催。法話『人類の選択』を講演[34]。
- 2023年3月2日 - 死去。

### 受賞
- 第8回新語・流行語大賞（1991年） - 特別部門・特別賞『チャネリング』[35]
- ギネス世界記録（2011年） - 年間・最多発刊書籍[PR 4]

### 教育事業
大川隆法は、2009年に学校法人幸福の科学学園を設立。翌年2010年4月幸福の科学学園中学校・高等学校（栃木県那須郡）を設立、次いで2013年に幸福の科学学園関西中学校・高等学校（滋賀県大津市）を設立した。2014年には独自の大学設立を目指して設置申請を行ったが、文部省認可が下りず、同じ施設を『ハッピー・サイエンス・ユニバーシティ』の名称で私塾として開校した。

### 政治活動
幸福の科学設立初期、大川は1991年6月文藝春秋のインタビューにおいて政党の結成は考えていないことを明らかにし、幸福の科学に賛同する政治家を養成したいと語っていた。1995年に行われた「御生誕祭」では、会員・信者でもある自由民主党の三塚博議員を次期総理大臣に推薦すると公言した。
2009年5月には幸福実現党を結党して政治進出、衆議院選挙に立候補した。大川は、政治進出のきっかけについて「北朝鮮の核ミサイルや中国の軍拡に対し麻生政権の統治能力の欠如」を挙げ、「特定の政党や立候補者を裏から応援する段階は終わった」と2009年5月に述べた。
幸福実現党は国政選挙での当選実績はないが、2010年5月から12月まで大江康弘参議院議員（当時）が入党していたことがある。都内での選挙では発明家のドクター・中松を出馬させていたことがあった。地方議会議員では49人、地方選挙でのべ92人の当選者がいる（2023年4月24日現在）。

### その他の活動
毎年7月に大川の生誕（7月7日）を祝う「御生誕祭」、12月に「エル・カンターレ祭」が開催される。

### 教義に基づく解説
大川隆法は、新文明建設、全人類救済のためにエル・カンターレ意識の本体部分が地上に下生した存在であると主張している。
エル・カンターレ信仰の確立
- 幸福の科学の創始者である大川隆法は、幸福の科学の本尊を、霊天上界に存在するとされる、至高神エル・カンターレ（El Cantare）であるとしている。

- 1989年に『仏陀再誕』を出版し、1990年第12回大講演会において、自身は「仏陀の魂の再誕」であると明示した[12]。幸福の科学の信者は、主エル・カンターレを体現しているところの「現成の仏陀（悟りたる者）」としての創始者大川の崇拝を始める。
- 1991年創始者大川の「御生誕祭」において、大川は自身が「エル・カンターレ」であると宣言した[14]。幸福の科学の信者は、主エル・カンターレの本体部分が地上に下生した者としての創始者大川の崇拝を始める。

- また、創始者大川は、主エル・カンターレを信仰するために、代理本尊を設けている。
  - 「代理本尊」　創始者大川の写真を用いた「家庭用本尊」や「エル・カンターレ像」「布教所エル・カンターレ像」等を幸福の科学の信者は代理本尊として崇拝している。
  - 「大エル・カンターレ像」 総本山の礼拝堂に置かれていて、代理本尊として幸福の科学の信者に崇拝されている。

## 著作
2022年5月時点で3000書を超える著書が出版されており2022年11月には3100冊、41言語以上の翻訳版を167ヶ国以上にて刊行、2011年末時点で累計発行部数は公称9000万部以上。「法シリーズ」など著作の多くは印刷部数でミリオンセラーとなっている。
1985年から1991年までの間に複数の出版社から多数出版された「霊言集」と呼ばれる書籍は、1994年以降には全て版権を引き上げ、宗教法人幸福の科学にて1999年3月からそれらの一部を収めた「大川隆法霊言全集」が全50巻+別巻を刊行中である。また、2004年以後「善川三朗の霊言」も4巻まで発刊された。2011年3月には、「電子書籍154冊セット」が発売されたほか、2015年以降AmazonのKindleなどの電子書籍化の展開も進んでいる。

### 法シリーズ
「法シリーズ」の一覧は下記のとおりで、いずれも幸福の科学出版から刊行されている。
1. 『太陽の法－エル・カンターレへの道』ISBN 978-4-87688-321-9
2. 『黄金の法－エル・カンターレの歴史観』ISBN 978-4-87688-322-6
3. 『永遠の法－エル・カンターレの世界観』ISBN 978-4-87688-320-2
4. 『繁栄の法－未来をつくる新パラダイム』ISBN 978-4-87688-335-6
5. 『奇跡の法－人類再生の原理』ISBN 978-4-87688-345-5
6. 『常勝の法－人生の勝負に勝つ成功法則』ISBN 978-4-87688-357-8
7. 『大悟の法－常に仏陀と共に歩め』ISBN 978-4-87688-361-5
8. 『幸福の法－人間を幸福にする四つの原理』ISBN 978-4-87688-521-3
9. 『成功の法－真のエリートを目指して』ISBN 978-4-87688-524-4
10. 『神秘の法－次元の壁を超えて』ISBN 978-4-87688-524-4
11. 『希望の法－光は、ここにある』ISBN 978-4-87688-541-1
12. 『復活の法－未来を、この手に』ISBN 978-4-87688-562-6
13. 『生命の法－真実の人生を生き切るには』ISBN 978-4-87688-586-2
14. 『勇気の法－熱血火の如くあれ』ISBN 978-4-87688-380-6
15. 『創造の法－常識を破壊し、新時代を拓く』ISBN 978-4-86395-014-6
16. 『救世の法－信仰と未来社会』ISBN 978-4-86395-091-7
17. 『教育の法－信仰と実学の間で』ISBN 978-4-86395-103-7
18. 『不滅の法－宇宙時代への目覚め』ISBN 978-4-86395-161-7
19. 『未来の法－新たなる地球世紀へ』ISBN 978-4-86395-268-3
20. 『忍耐の法－「常識」を逆転させるために』ISBN 978-4-86395-412-0
21. 『智慧の法－心のダイヤモンドを輝かせよ』ISBN 978-4-86395-611-7
22. 『正義の法－憎しみを超えて、愛を取れ』ISBN 978-4-86395-729-9
23. 『伝道の法－人生の「真実」に目覚める時』ISBN 978-4-86395-850-0
24. 『信仰の法－地球神エル・カンターレとは』ISBN 978-4-86395-957-6
25. 『青銅の法－人類のルーツに目覚め、愛に生きる』ISBN 978-4-8233-0043-1
26. 『鋼鉄の法－人生をしなやかに、力強く生きる』ISBN 978-4-8233-0134-6
27. 『秘密の法－人生を変える新しい世界観』ISBN 978-4-8233-0238-1
28. 『メシアの法－「愛」に始まり「愛」に終わる』ISBN 978-4-8233-0313-5
29. 『地獄の法－あなたの死後を決める「心の善悪」』ISBN 978-4-8233-0393-7

幸福の科学では、『太陽の法』『黄金の法』『永遠の法』を基本三法としており、基本教義と世界観を記したものと位置づけている。また、『常勝の法』『成功の法』『希望の法』を、成功理論三部作としている。『幸福の法』は幸福の科学の入門書に位置づけられる。

### 仏教書
- 『悟りに到る道』
- 『悟りの挑戦 上巻』
- 『悟りの挑戦 下巻』
- 『沈黙の仏陀』
- 『心の挑戦』
- 『仏陀再誕』
- 『永遠の仏陀』
- 『幸福の科学興国論』
- 『永遠の挑戦』
- 『新生日本の指針』
- 『人生成功の秘策』
- 『愛、悟り、そして地球』
- 『釈迦の本心』

### 幸福の科学の教え
- 『幸福の科学とは何か』
- 『新・心の探究』
- 『幸福への道標』
- 『人生の発見』
- 『運命の発見』
- 『真理の発見』
- 『神理学要論』
- 『幸福の原理』
- 『悟りの原理』
- 『ユートピアの原理』
- 『悟りの発見』
- 『信仰と愛』
- 『悟りの極致とは何か』
- 『光ある時を生きよ』
- 『人生の王道を語る』
- 『フランクリースピーキング』
- 『宗教選択の時代』
- 『信仰告白の時代』
- 『不動心』
- 『愛の原点』
- 『幸福の原点』
- 『不惜身命―大川隆法 伝道の軌跡』
- 『真実への目覚め―幸福の科学入門』（2011年3月発刊）
- 『不惜身命2009 大川隆法 伝道の軌跡―勇気への挑戦』（2011年3月発刊）
- 『大川隆法　インド・ネパール巡錫の軌跡』（2011年4月発刊）
- 『大川隆法　ブラジル巡錫の軌跡』（2011年4月発刊）
- 『不惜身命2010 大川隆法 伝道の軌跡―新時代への創造』（2011年6月発刊）
- 『大川隆法　フィリピン・香港 巡錫の軌跡』（2011年6月発刊）

### ビジネス・経営
- 『繁栄の法則』
- 『ダイナマイト思考』
- 『人生の王道を語る』
- 『理想国家日本の条件』
- 『常勝思考』
- 『青春に贈る』
- 『仕事と愛』
- 『幸福の革命』
- 『感化力』
- 『リーダーに贈る「必勝の戦略」』
- 『経営入門』
- 『知的青春のすすめ』
- 『社長学入門』
- 『未来創造のマネジメント』
- 『不況に打ち克つ仕事法』
- 『サバイバルする社員の条件』
- 『忍耐の時代の経営戦略』

### 家庭・結婚・教育
- 『しあわせってなあに』1～8
- 『幸福のつかみ方』
- 『「幸福になれない」症候群』
- 『幸福へのヒント』
- 『限りなく優しくあれ』
- 『子どもにとって大切なこと』
- 『あげママの条件―子供を上手に育てる8つの「考え方」―』

「コーヒー・ブレイク」シリーズ
- 『コーヒー・ブレイク』
- 『ティータイム』
- 『アイム・ファイン』
- 『ハウ・アバウト・ユー?』

### 健康
- 『心と体のほんとうの関係。』
- 『超・絶対健康法』
- 『奇跡のガン克服法』
- 『エイジレス成功法－生涯現役9つの秘訣－』

### 霊界スピリチュアル
- 『瞑想の極意』
- 『神理文明の流転』
- 『宗教の挑戦』
- 『（全書版）愛は風の如く』1～4
- 『愛、無限』
- 『ユートピア創造論』
- 『永遠の生命の世界』
- 『信仰のすすめ』
- 『霊界散歩』
- 『霊的世界のほんとうの話。』
- 『死んでから困らない生き方』
- 『地獄の方程式』
- 『「宇宙人によるアブダクション｣と「金縛り現象｣は本当に同じか』
- 『神秘学要論』
- 『神秘現象リーディング』
- 『怪奇現象リーディング』

### 政治・オピニオン
- 『朝の来ない夜はない』
- 『日本の繁栄は、絶対に揺るがない』
- 『幸福実現党宣言』
- 『国家の気概』
- 『政治の理想について』
- 『政治に勇気を』
- 『新・日本国憲法試案』
- 『夢のある国へ―幸福維新』
- 『危機に立つ日本』
- 『宗教立国の精神』
- 『大川隆法 政治提言集』
- 『未来への国家戦略』
- 『この国を守り抜け』
- 『震災復興への道―日本復活の未来ビジョン―』（2011年4月発刊）
- 『平和への決断―国防なくして繁栄なし―』（2011年6月発刊）
- 『逆境の中の希望―魂の救済から日本復興へ―』（2011年7月発刊）
- 『公開対談　日本の未来はここにあり―正論を貫く幸福実現党―』（2011年7月発刊）

### 公開霊言シリーズ
2010年1月より、新たに「公開霊言」シリーズを発刊。従来の「霊言集・霊示集」の文書のみの形から変更し、霊言収録時に多数の職員・信者の目前で行い、その時にビデオ映像を収録し翌日から公開する方式にして、その後に書籍にて公表するもの。シリーズ全体の発刊冊数では、2018年に500冊を突破し、2023年には600冊を超えた。

### 小説
- 『小説 地球万華鏡』2021年8月28日、ISBN 978-4-8233-0299-2
- 『小説 十字架の女 1 神秘編』2022年4月23日、ISBN 978-4-8233-0355-5
- 『小説 十字架の女 2 復活編』2022年5月2日、ISBN 978-4-8233-0357-9
- 『小説 十字架の女 3 宇宙編』2022年6月10日、ISBN 978-4-8233-0365-4
  - 上記3部作は、海外用として英語版・繁体字中国語版・韓国語版・ポルトガル語版・ドイツ語版・フランス語版・タイ語版などが出版されている。
- 『小説 竹の子の時代』2022年7月8日、ISBN 978-4-8233-0377-7
- 『小説 若竹の時代』2022年8月13日、ISBN 978-4-8233-0382-1
- 『小説 永遠の京都』2022年9月10日、ISBN 978-4-8233-0384-5
- 『小説 内面への道』2022年10月13日、ISBN 978-4-8233-0387-6
- 『小説 遥かなる異邦人』2022年10月22日、ISBN 978-4-8233-0391-3
- 『小説 揺らぎ』2022年11月3日、ISBN 978-4-8233-0392-0
- 『小説 とっちめてやらなくちゃ』2022年11月26日、ISBN 978-4-8233-0394-4
- 『小説 地獄和尚』2023年1月25日、ISBN 978-4-8233-0406-4

### 英語・英会話テキスト
- 『初級英語伝道入門』
- 『中級英語伝道入門』
- 『上級英語伝道入門』
- 『超上級英語伝道入門』ほか多数、約500点刊行。

### 外国語翻訳書籍
2022年末現在、著書は41言語以上に翻訳され、合計850書以上が発刊された。
- 英語（イギリス Ver、USA,Ver、インド Ver、オーストラリア Ver他）

188書、会内用書籍・小冊子 61冊
- ポルトガル語（ブラジル・ポルトガル、アンゴラ、モザンビーク）

50書、会内用書籍・小冊子 4冊
- スペイン語（メキシコ・コロンビアなど中南米諸国・スペイン）

11書、会内用書籍・小冊子 32冊
- オランダ語： 会内用書籍・小冊子 1冊『IK KAN HET!』オランダ語版「I Can! 私はできる!」
- フィンランド語： 会内用書籍・小冊子 4冊フィンランド語版『太陽の法』他3冊
- ハンガリー語： 1書、ハンガリー語版『釈迦の本心』発刊元 SAXUM
- ポーランド語： 会内用書籍・小冊子 1冊、ポーランド語版『常勝思考』
- スウェーデン語： 1書、スウェーデン語版『Change Your Life, Change the World』発刊元 フォーマ出版社
- フランス語： 31書[49]、会内用書籍・小冊子 12冊
- イタリア語： 会内用書籍・小冊子 1冊、イタリア語『太陽の法』
- ドイツ語： 37書[50]、会内用書籍・小冊子 7冊
- ブルガリア語： 2書[51]、会内用書籍・小冊子 3冊
- リトアニア語： 4書[52]、会内用書籍・小冊子 1冊
- ロシア語： 7書[53]、会内用書籍・小冊子 17冊
- アラビア語： 8書[54]、会内用書籍・小冊子 17冊
- ペルシャ語： 2書[55]、会内用書籍・小冊子 2冊
- トルコ語： 1書、トルコ語版『常勝思考』発刊元 サイ出版社
- 中国語（繁体字台湾版）：81書[56]
- 中国語（繁体字香港版）：27書[57]
- 中国語（簡体字版）：20書[58]
- 韓国語：46書[59]
- ヒンディー語：17書[60]
- ベンガル語：5書[61]、会内用書籍・小冊子 2冊
- タミル語：6書[62]、会内用書籍・小冊子 1冊
- テルグ語：3書[63]、会内用書籍・小冊子 1冊
- カンナダ語：3書[64]、会内用書籍・小冊子 1冊
- オリヤー語：1書、オリヤ―語『Think Big!』発刊元 ジャイコ出版社、ISBN 978-938-7944-18-3
- マラヤーラム語：2書[65]
- ウルドゥー語：1書、ウルドゥー語版『Think Big!』発刊元 JAICO Publishing、ISBN 978-938-6867-85-8
- グジュラティ語：7書[66]
- マラティー語：6書[67]、会内用書籍・小冊子 1冊
- ネパール語：9書[68]、会内用書籍・小冊子 3冊
- インドネシア語：1書、インドネシア語版『幸福の原点』発刊元 グラメディア出版社、会内用書籍・小冊子 2冊
- ベトナム語：会内用書籍・小冊子 1冊、ベトナム語版『太陽の法』
- タガログ語：会内用書籍・小冊子 1冊、タガログ語版『太陽の法』
- タイ語：47書[69]、会内用書籍・小冊子 2冊
- シンハラ語：15書[70]、会内用書籍・小冊子 2冊
- モンゴル語：24書[71]
- ヘブライ語：会内用書籍・小冊子 1冊、ヘブライ語『メシアの法』
- ルオ語：会内用書籍・小冊子 1冊、ルオ語『メシアの法』
- パドラ語：会内用書籍・小冊子 1冊、パドラ語『メシアの法』

等、41言語以上に翻訳されている。
幸福の科学によれば、『太陽の法』『常勝思考』等は全世界で3000万部以上が出版されたとしている。

### 音楽、楽曲の製作
1988年に霊的な能力で古代ギリシアの歌「聖霊の歌」を再現し、翌年販売開始したのが最初で、以後450曲の製作を行った。映画の主題歌・挿入歌を中心に製作をしてきた。2008年の映画『仏陀再誕—The REBIRTH of BUDDHA』の主題歌『悟りにチャレンジ』（ゴータマ・シッダールタ霊示）でオリコンランキングでデイリー4位、週間15位（2009年10月12日付）、週ランキングへの登場回数 5回であった。
2015年の映画『UFO学園の秘密』の挿入歌『LOST LOVE—もう 愛が見えない—』をジョン・レノン霊の霊示で製作した。
その他の楽曲は「Category:大川隆法が制作した楽曲」を参照

## 法話
1987年より講演会で法話を行い、多数の書籍・テープ・CD・ビデオ・DVDとなって公開されている。特に2007年より、日本各地の支部精舎を巡錫している。日本国外ではロンドン支部やハワイ支部にて英語で説法を行った。
2010年には、229回の説法を行った。

## 映画
著作以外にも、以下の映画作品の製作総指揮を手がける（幸福の科学出版作品とニュースター・プロダクション製作がある）。
- 『ノストラダムス戦慄の啓示』（1994年）
- 『ヘルメス－愛は風の如く』（1997年）
- 『太陽の法 エル・カンターレへの道』（2000年）
- 『黄金の法 エル・カンターレの歴史観』（2003年）
- 『永遠の法 The Laws of Eternity』（2006年）
- 『仏陀再誕 The REBIRTH of BUDDHA』（2009年）（以上、配給は東映）
- 『神秘の法 The Mystical Laws』（2012年10月）
- 『UFO学園の秘密』（2015年）
- 『天使に“アイム・ファイン”』（2016年）
- 『君のまなざし』（2017年）
- 『心に寄り添う。』（2018年5月）
- 『宇宙の法—黎明編—』（2018年10月）
- 『僕の彼女は魔法使い』（2019年2月）
- 『光り合う生命。-心に寄り添う。2-』（2019年8月）
- 『世界から希望が消えたなら。』（2019年10月）
- 『心霊喫茶「エクストラ」の秘密-The Real Exorcist-』（2020年5月）
- 『奇跡との出会い。-心に寄り添う。3-』（2020年8月）
- 『夜明けを信じて。』（2020年10月）
- 『美しき誘惑-現代の「画皮」-』（2021年5月）
- 『夢判断、そして恐怖体験へ』（2021年8月）
- 『宇宙の法-エローヒム編-』（2021年10月）
- 『愛国女子—紅武士道』（2022年2月）
- 『呪い返し師—塩子誕生』（2022年10月）
- 『レット・イット・ビー 〜怖いものは、やはり怖い〜』（2023年5月）

## 家族・親族
- 伯母 中川静子（1919年 - 1994年、小説家）
  - 父 善川三朗（本名は中川忠義、1921年 - 2003年、幸福の科学名誉顧問）[PR 12]
  - 母 中川君子（1932年生まれ。旧姓は中村。幸福の科学名誉秘書長）
    - 兄 富山誠（本名は中川 力、1952年 - 1993年）（京都大学文学部卒）[PR 13]
    - 大川隆法
    - 前妻 - 大川きょう子（1965年生まれ。旧姓名は木村恭子。東京学芸大学附属高等学校から東京大学文学部卒。幸福の科学立宗名誉補佐を経て、2009年に幸福実現党の党首となるも[76]、2011年に幸福の科学より除名、2012年に離婚）[77]
      - 長男 - 大川宏洋（1989年生まれ、早稲田大学高等学院を中退し青山学院高等部を経て、青山学院大学法学部を卒業[78]。2018年に幸福の科学より絶縁を宣言し、2020年に破門）[PR 14]
      - 長女 - 大川咲也加（1991年生まれ、豊島岡女子学園中学校・高等学校からお茶の水女子大学文教育学部卒[78][PR 15]）
      - 長女の夫 - 大川直樹（1987年生まれ。旧姓石原。幸福の科学上級常務理事。同志社中学校・高等学校から同志社大学商学部卒[79]）
      - 次男 - 大川真輝（1993年生まれ、開成中学校・高等学校から早稲田大学文化構想学部卒[PR 16][78]）
      - 次男の元妻 - 大川瑞保（1994年生まれ。旧姓佐藤。小樽商科大学商学部卒[80]。幸福の科学宗務本部総裁室チーフを務めた後、2021年に離婚）[PR 17]
      - 三男 - 大川裕太（1995年生まれ、麻布中学校・高等学校から東京大学法学部卒業[PR 18][78]）
      - 三男の元妻 - 大川雲母（1998年生まれ。旧姓渡邉。ハッピー・サイエンス・ユニバーシティ卒業後、2017年に結婚し、2018年に離婚）
      - 次女 - 大川愛理沙（1997年生まれ。幸福の科学学園中学校・高等学校からハッピー・サイエンス・ユニバーシティ卒[78]）

    - 妻 - 大川紫央（1985年生まれ。旧姓近藤。徳島県立脇町高等学校から早稲田大学法学部卒業後、日本銀行を経て、2009年に幸福の科学職員[78]。”坂本竜馬の生まれ変わり”として知られる[78]。宗務本部第一秘書局長、専務理事などを歴任して、幸福の科学総裁補佐）[PR 19]

## 趣味
趣味は時計コレクションで、1本数百万から数千万円する高級腕時計を保有しているという噂があり、全部で時価数十億円ともいわれ、日本一の腕時計コレクターとして知られる。長男・宏洋によると、「父の部屋には数百本の腕時計が壁に吊り下げられ、それらをワインディングマシーンで動かしていた」とされる。